# 泰科沃
48°7′25″N 23°5′57″E / 48.12361°N 23.09917°E
捷科沃（烏克蘭語：Теково），是烏克蘭西部的村莊，隸屬外喀爾巴阡州的貝雷霍韋區。該村始建於1356年，面積4.84平方公里，海拔高度137米，2001年人口1,546，人口密度每平方公里319.62人。